# Faustino Miranda
Faustino Miranda González ( Gijón, 19 de febrero de 1905 - México, 17 de diciembre de 1964) fue un botánico y algólogo español.

## Biografía
Entre 1915 y 1920 estudió el Bachillerato en el Instituto de Enseñanza Media Jovellanos de su ciudad natal, donde su padre, Hugo Miranda, era catedrático de Matemática. Al terminar sus estudios medios se trasladó a Oviedo (1921-1922) y a Madrid (1922-1925) para cursar la carrera de Ciencias Naturales. Una beca de la Junta para Ampliación de Estudios e Investigaciones Científicas (JAE) le permitió realizar la tesis doctoral en ficología, en el Jardín Botánico de Madrid. Ésta fue publicada en 1931, en la revista Trabajos del Museo Nacional de Ciencias Naturales. Serie Botánica, con el título: «Sobre las algas y cianofíceas del Cantábrico, especialmente de Gijón». Con ella obtuvo en 1929 el Premio Extraordinario de Doctorado.
Posteriormente, entre 1928 y 1932, continuó los mismos estudios ficológicos becado por el Museo Nacional de Ciencias Naturales. Además, en 1931, durante medio año, disfrutó de una ayuda de la JAE para trabajar sobre asuntos ficológicos en el Museo Nacional de Historia Natural de Francia en París.
En estos años, además de su tesis doctoral, publicó 8 trabajos más sobre la flora y vegetación bentónica del Cantábrico y consiguió, en 1932, por oposición, la plaza de catedrático de Historia Natural en el Instituto de Lugo. Después marchó al de Pontevedra, donde pudo continuar sus investigaciones científicas en el Laboratorio de Biología Marina de Galicia en Marín (Pontevedra). Fue entonces cuando publicó uno de sus trabajos científicos más sobresalientes: «Materiales para una flora marina de las rías bajas», que apareció en 1934 en el Boletín de la Real Sociedad Española de Historia Natural.
En 1935 regresó a su Gijón natal como catedrático del Instituto en el que estudió, y siguió investigando sobre las algas de las costas del Norte de España.
En plena Guerra Civil (1937), el republicano Miranda marchó a Barcelona donde se alistó en el Ejército y se reincorporó a la docencia en el Instituto Obrero.
Al finalizar la batalla del Ebro (1938) pasó a Francia y durante unos pocos meses recopiló información bibliográfica de carácter ficológico en el Museo Nacional de Historia Natural de Francia en París, y en mayo de 1939 se fue a México.
En México trabajó como profesor en diversas escuelas secundarias y en 1941 fue nombrado profesor del Instituto de Biología de la Universidad Nacional Autónoma de México (UNAM).
Después fue profesor de la Escuela Normal Superior (1946), de la Facultad de Ciencias de la UNAM (1947) y de la Escuela Nacional de Ciencias Biológicas del Instituto Politécnico Nacional (1948). También dirigió el Departamento de Botánica del Instituto de Biología de la UNAM (1954) y organizó el Jardín Botánico del Instituto de Biología (UNAM) (1958).
En el territorio americano abandonó las investigaciones ficológicas y se ocupó desde 1949 del estudio de la vegetación terrestre y muy especialmente de la del Estado de Chiapas. Sus trabajos científicos le convirtieron en una autoridad mundial sobre la flora de esa región, sobre todo a raíz de la publicación de los dos extensos volúmenes sobre «La vegetación de Chiapas», que aparecieron en 1951.
Publicó más de 70 trabajos de investigación en revistas científicas españolas y extranjeras: Boletín de la Real Sociedad Española de Historia Natural, Anales del Instituto de Biología de la Universidad de México, Revista Chiapas, etc.
Descubrió más de cincuenta taxones nuevos para la ciencia y su labor científica fue reconocida al ser nombrado Miembro Honorario (1958) y Presidente Honorario (1960) de la Sociedad Botánica de México.

## Honores

### Eponimia
Géneros botánicos honran la memoria del botánico de Gijón
- Mirandaceltis Sharp
- Mirandea Rzed.
- Neomirandea R.M.King & H.Rob.

El Jardín Botánico de Chiapas lleva su nombre.
- La abreviatura «Miranda» se emplea para indicar a Faustino Miranda como autoridad en la descripción y clasificación científica de los vegetales.[2]